# 秋山範二
 秋山 範二 （あきやま はんじ、1893年9月 - 1980年6月7日）は、日本の哲学者。専門は道元の禅の研究。元滋賀大学学長事務取扱。滋賀大学名誉教授。

## 来歴・人物
1893年（明治26年）香川県豊田郡柞田村（現 観音寺市柞田町）に秋山清七（柞田村第6代村長・1906-1918年在任）の長男として生まれる。旧制香川県立三豊中学校、旧制第六高等学校を経て、1919年（大正8年）東京帝国大学哲学科卒業。1920年（大正9年）旧制滋賀県立八幡商業学校教諭。1923年（大正12年）彦根高等商業学校開校に合わせ着任、1924年（大正13年）教授就任。1928年（昭和3年）から1930年（昭和5年）までドイツに留学する。1947年（昭和22年）彦根経済専門学校の校長に就任。戦後の学制改革に伴う滋賀大学発足に尽力し1949年（昭和24年）5月31日から6月28日まで滋賀大学学長事務取扱の任にあった。同年、同大学の初代経済学部長に就任。哲学、倫理学、宗教学を教授、ドイツ語も講じた。宗教学に於いては道元の禅の研究を行い、禅の研究者グループ「白雲会」主宰。道元、禅に関する研究論文を多く著した。1959年（昭和34年）滋賀大学名誉教授。

## 栄典
- 1969年（昭和44年）4月29日 - 勲三等旭日中綬章[6]
- 1980年（昭和55年）6月7日 - 従三位[7]

## 著書
- 『道元の研究』岩波書店、1935年
- 『道元禅師と行』山喜房仏書林、1940年
- 『道元の研究』岩波書店、1941年
- 『禅家の思想と宗教』山喜房仏書林、1962年
- 『道元の研究』黎明書房、1965年